# Jack Nitzsche
Jack Nitzsche, est un compositeur, arrangeur et producteur américain, né à Chicago le 22 avril 1937 et mort à Los Angeles le 25 août 2000. Il a collaboré avec Phil Spector, Neil Young & Crazy Horse et les Rolling Stones. Il a obtenu un Oscar pour l'une de ses nombreuses musiques de film.

## Biographie
Il débute à la fin des années cinquante avec Sonny Bono avec qui il écrit Needles and Pins pour Jackie DeShannon. Il devient arrangeur de Phil Spector, son idole qu'il imite en portant ses lunettes noires en permanence. On le surnomme d'ailleurs: « Specs »[précision nécessaire]. Aux studios Gold Star de Los Angeles il va façonner le  mythique Wall of Sound de Phil Spector avec l'ingénieur du son Larry Levine sur les hits des Ronettes et des Crystals notamment.
Proche des Rolling Stones à partir de 1964, Il a collaboré notamment sur You Can't Always Get What You Want ou sur Let's Spend the Night Together, où il est au piano ; et avec Neil Young dont il a produit et arrangé le mythique Harvest et fait à plusieurs reprises partie du Crazy Horse.
Dans les années 1970, il produit certains des artistes de la nouvelle vague du punk new-yorkais parmi lesquels les Ramones ou encore Mink DeVille. Dans son autobiographie, Marianne Faithfull décrit Jack Nitzsche et Phil Spector en ces quelques mots : « Ma seule autre expérience avec des Américains était les amis étranges d'Andrew Loog Oldham, manager des Rolling Stones (Phil Spector et Jack Nitzsche) qui m'apparaissaient comme des extra-terrestres avec leurs lunettes noires et leurs amphétamines ; et surtout qui ne parlaient jamais. »
Compositeur de nombreuses musiques de film (Vol au-dessus d'un nid de coucou, Starman, Hot Spot (film) de Dennis Hopper, The Indian Runner et Crossing Guard de Sean Penn), il est également l'auteur de l'album The Lonely Surfer. Comme arrangeur, il a travaillé pour des gens aussi différents que Ian Stewart, Wrecking Crew, Ry Cooder…
En 1983, il épouse la chanteuse américaine,  Buffy Sainte-Marie.
En 1998, un AVC met fin à sa carrière. Il meurt le 25 août 2000 à l'âge de 63 ans d'un arrêt cardio-respiratoire, au Hollywood Presbyterian Medical Center de Los Angeles. Jack Nitzsche apparaît pour la dernière fois à l'écran en 2000, dans un film sur Willy DeVille coréalisé par Frédéric Bas et Julien Gaurichon.

## Discographie

### en tant que compositeur
- 1965 : musiques  (avec Russ Titelman) du film Village of the Giants de Bert I. Gordon
- 1970 : musique du film Performance de Donald Cammel et Nicolas Roeg
- 1975 : musique du film Vol au-dessus d'un nid de coucou en collaboration avec Ed Bogas
- 1979 : musique du film Hardcore de Paul Schrader
- 1978 : musique du film Blue Collar de Paul Schrader
- 1980 : musique du film La Chasse (Cruising) de William Friedkin
- 1981 : musique du film Officier et Gentleman de Taylor Hackford
- 1981 : musique du film La Blessure (Cutter's Way) d'Ivan Passer
- 1984 : musique du film Windy City de Armyan Bernstein
- 1984 : musique du film Starman de John Carpenter
- 1985 : musique du film Le Diamant du Nil de Lewis Teague
- 1986 : musique du film 9 semaines 1/2 de Adrian Lyne
- 1986 : musique du film Stand by Me de Rob Reiner
- 1988 : musique du film La Septième Prophétie de Carl Schultz
- 1990 : musique du film Hot Spot de Dennis Hopper
- 1990 : musique de film Revenge de Tony Scott
- 1991 : musique (avec David Lindley) du film The Indian Runner de Sean Penn
- 1995 : musique de film Crossing Guard de Sean Penn

### en tant que producteur
- 1971 : She used to wanna be a ballerina de Buffy Sainte-Marie (Vanguard) avec Ry Cooder, Crazy Horse, Neil Young.

### En tant que musicien

#### Avec Neil Young
- 1968 : Neil Young, piano électrique et arrangements.
- 1970 : Live at the Fillmore East, piano électrique.
- 1970 : After the Gold Rush, piano.
- 1972 : Harvest, piano et guitare slide.
- 1973 : Tuscaloosa, piano et chant.

### Avec The Rolling Stones
- 1965 : The Rolling Stones No. 2
- 1965 : Out of Our Heads
- 1966 : Aftermath
- 1971 : Sticky Fingers

### divers

#### Compilations
- 2005 : The Jack Nitzsche Story : Hearing is Believing
- 2006 : Hard Workin' Man : The Jack Nitzsche Story, vol 2